# تاگاوا، فوکوئوکا
تاگاوا در استان فوکوئوکا در کشور ژاپن واقع شده‌است  که دارای جمعیت ۵۰٬۴۸۴ نفر و مساحت ۵۴٫۵۲ کیلومتر مربع با تراکم جمعیت ۹۲۶  نفر در کیلومترمربع است و در تاریخ ۳ نوامبر ۱۹۴۳ به عنوان شهر شناخته شد.